# Арсеньева, Наталья Алексеевна

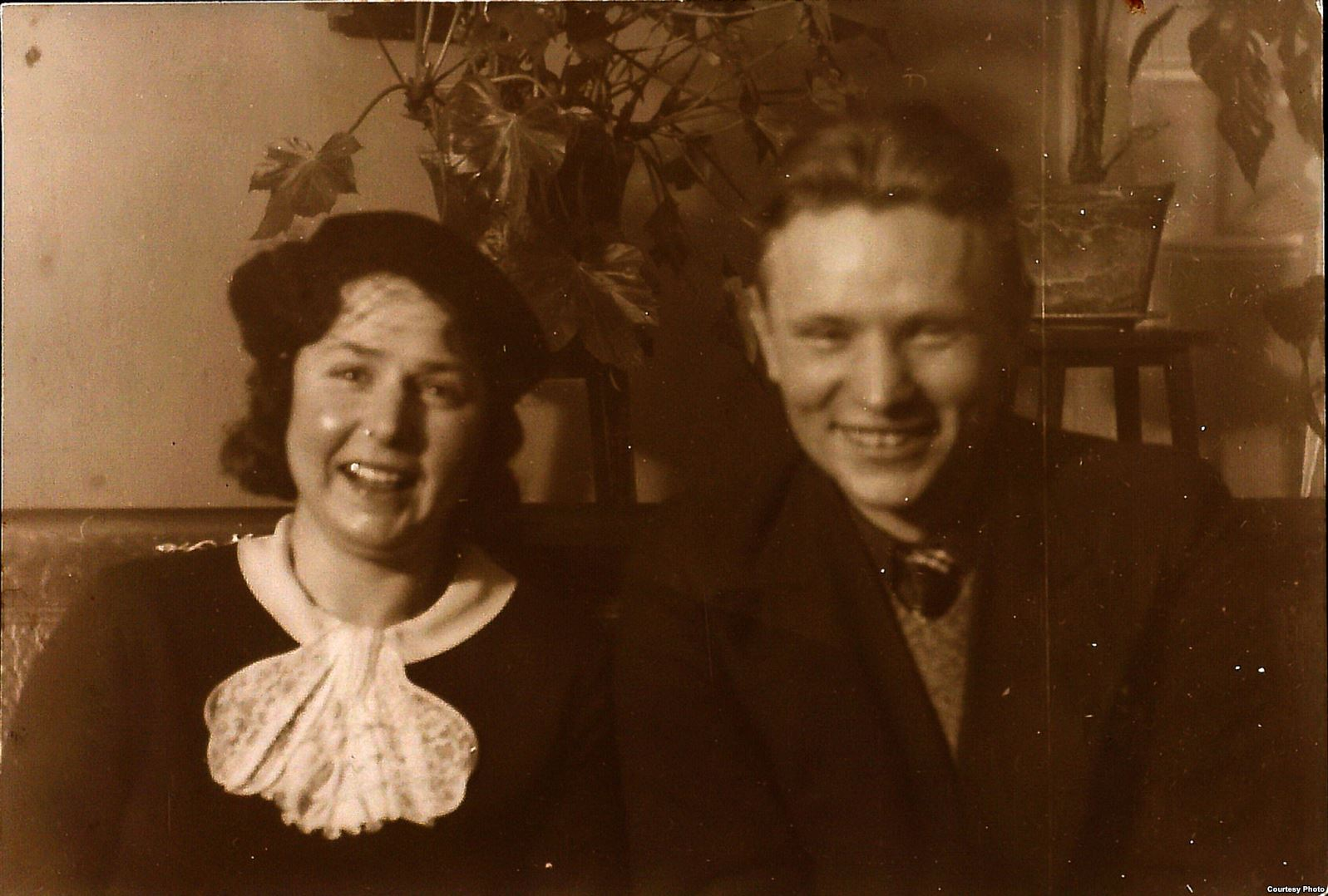
Наталья Арсеньева с Максимом Танком, 1936.

Ната́лья Алексе́евна Арсе́ньева (в замужестве Кушель бел. Кушаль; Наталля Арсеннева, Натальля Арсеньнева; 20 сентября 1903 — 25 июля 1997) — белорусская поэтесса и переводчица.

## Биография
Родилась 20 сентября 1903 года в Баку в семье русского служащего. Во время Первой мировой войны (1915) семья Арсеньевых жила в эвакуации в Ярославле, где будущая поэтесса написала своё первое стихотворение (на русском языке). В 1920 году семья вернулась в Вильну, там Наталья Арсеньева окончила Виленскую белорусскую гимназию, поступила на гуманитарный факультет университета. На её поэтические способности обратил внимание М. Горецкий. В 1922 году Наталья Арсеньева вышла замуж за Франтишека Кушеля, которого, как офицера польской армии, направили служить на запад Польши, в Хелмно.
После сентября 1939 года Наталья Арсеньева жила в Вилейке, работала в областном издании «Сялянская газета» (бел.) («Крестьянская газета»). В апреле 1940 года как жена пленного польского офицера была выслана с двумя сыновьями в Казахстан, работала в колхозе. В мае 1941 года вернулась из ссылки в Минск, благодаря ходатайству Союза писателей БССР, особенно Янки Купалы. Тут её настигла война. В оккупированном Минске сотрудничала с пронемецкой «Белорусской газетой». Написала несколько либретто к операм, занималась переводами. Её сын Ярослав погиб во время взрыва в городском театре Минска, организованного советскими партизанами с целью ликвидации генерального комиссара Белоруссии, группенфюрера СС Кубе (покушение не удалось, т. к. Кубе к моменту взрыва покинул театр). В 1944 году вместе с мужем, командиром Белорусской краевой обороны перебралась в Германию. Активно участвовала в культурной и просветительской деятельности в лагерях для «перемещённых лиц», преподавала в Белорусской гимназии им. Я. Купалы. Сотрудничество с нацистскими властями в дальнейшем объясняла так: «Люди, которые ни за что пострадали от советской власти, а таких было не так уж и мало, встречали немцев с надеждой, как избавителей. Абсолютно никто не думал, что немцы такие нелюди».
С 1949 года жила в США. Работала в эмигрантской белорусской газете «Беларус», на радио «Свобода», в Белорусском институте науки и искусства в Нью-Йорке. В 1970—1980-е годы отошла от активного участия в политической жизни белорусской эмиграции. Умерла 25 июля 1997 года в Рочестере, штат Нью-Йорк, где жила с семьёй сына Владимира (дети — Пётр и Наталья); там же похоронена.

## Творчество
В довоенной лирике замыкалась на интимных и пейзажных мотивах, философских размышлениях, её творчество называют «славой чистой и истинной красоте, чудесам природы и любви». К выдающимся писателям её причисляет советская Литературная энциклопедия (1930).
Во время войны и в эмигрантский период становится сильным и даже ведущим патриотический мотив. Воспевала мужество и решимость. Делала акцент на белорусской культуре и истории.

## Память

Мемориальная доска Натальи Арсеньевой на здании белорусской гимназии, Вильнюс.

С середины 1980-х годов произведения Натальи Арсеньевой становятся известными и популярными, особенно стихотворение «Малітва за Беларусь», ставшее с музыкой Николая Ровенского гимном «Магутны Божа» («Боже Всемогущий»), в честь которого назван фестиваль духовной музыки; в 1993 году эту песню даже предлагали сделать государственным гимном.
В 2003 году ей установлен памятник в городе Старые Дороги Минской области на территории местного музея-усадьбы.

## Произведения
Стихи
- Пад сінім небам: Вершы, 1921—1925. Вільня, 1927.
- (Жёлтая осень) (не вышел из-за войны)
- Сягоньня: Вершы, 1941—1943. Мн., 1944. (Ныне)
- Між берагамі: Выбар паэзіі, 1920—1970. Нью-Ёрк, Таронта, 1979.
- Яшчэ адна вясна: Выбраныя вершы. Мн., 1996.
- Выбраныя творы. Мн., 2002.

Пьеса
- Сваты (1955)

Либретто
- к операм Н. Щеглова «Лесное озеро», «Всеслав Чародей» и к его же оперетте «С выражении»

Тексты для песен
- «Магутны Божа» и др.

Переводы
- поэма Н. Гусовского «Песня про зубра»
- драма Г. Гауптмана «Потонувший колокол» (1948—1954, поставлена в 1943 в Минске)
- «Евангельский христианский песенник» (Минск, 1943)
- либретто опер «Женитьба Фигаро», «Волшебная флейта» В. А. Моцарта, «Вольный стрелок» К. М. Вебера, «Кармен» Ж. Бизе, «Цыганский барон» И. Штрауса
- текст арии «Евгений Онегин» П. Чайковского
- пролог к «Ромео и Джульетте» В. Шекспира
- разделы из «Дедов», «Пана Тадеуша» А. Мицкевича
- отдельные стихотворения И. В. Гёте